# Serenade Nr. 6 D-Dur, „Serenata notturna“ (KV 239)
Die Serenade Nr. 6 D-Dur, „Serenata notturna“ (KV 239), wurde von Wolfgang Amadeus Mozart im Januar 1776 für die Karnevalsfeiern in Salzburg geschrieben. Die Satzfolge ist:
- Marcia. Maestoso
- Menuetto – Trio
- Rondeau. Allegretto

Die ungewöhnliche Besetzung sieht im Stile eines Concerto grosso zwei „Orchester“ vor, eines mit zwei Soloviolinen, einer Bratsche und Kontrabass, das zweite mit Tutti-Streichern und Pauken.
Im Eingangssatz kontrastieren Solostimmen und Tutti; ein besonderer Effekt ergibt sich in zwei zweitaktigen Abschnitten, in denen allein Pauken und Pizzicati der Tutti-Streicher erklingen. Im Trio des anschließenden Menuetts spielt nur das Soloquartett. In das Allegretto-Rondo, wiederum in voller Besetzung, ist ein zehntaktiges, rezitativisches Adagio eingeschoben.